# Élections municipales liechtensteinoises de 2015
Les élections municipales liechtensteinoises de 2015 ont eu lieu le 15 mars 2015. Le Parti progressiste des citoyens décroche une mairie au détriment de l'Union patriotique, tandis que Les Indépendants remporte leurs premiers conseillers municipaux et que la Liste libre perd la moitié des siens, dans un scrutin autrement marqué par une forte continuité des majorités en place.

## Mode de scrutin
Les conseils municipaux des onze communes du Liechtenstein sont composées d'un nombre pair de conseillers ainsi que d'un maire, tous élus au suffrage universel direct. Les conseillers, dont le nombre varie entre 6 et 12 selon la population de la commune, sont élus au scrutin proportionnel avec liste ouverte dans une unique circonscription électorale correspondant au territoire de chaque commune. 
Les maires, dits Gemeindevorsteher, sont quant à eux élus au scrutin uninominal majoritaire à deux tours. Est déclaré élu le candidat recueillant la majorité absolue des voix au premier tour ou, à défaut, celui recueillant le plus de voix lors d'un second tour organisé quatre semaines plus tard entre les deux candidats arrivés en tête au premier.

## Résultats

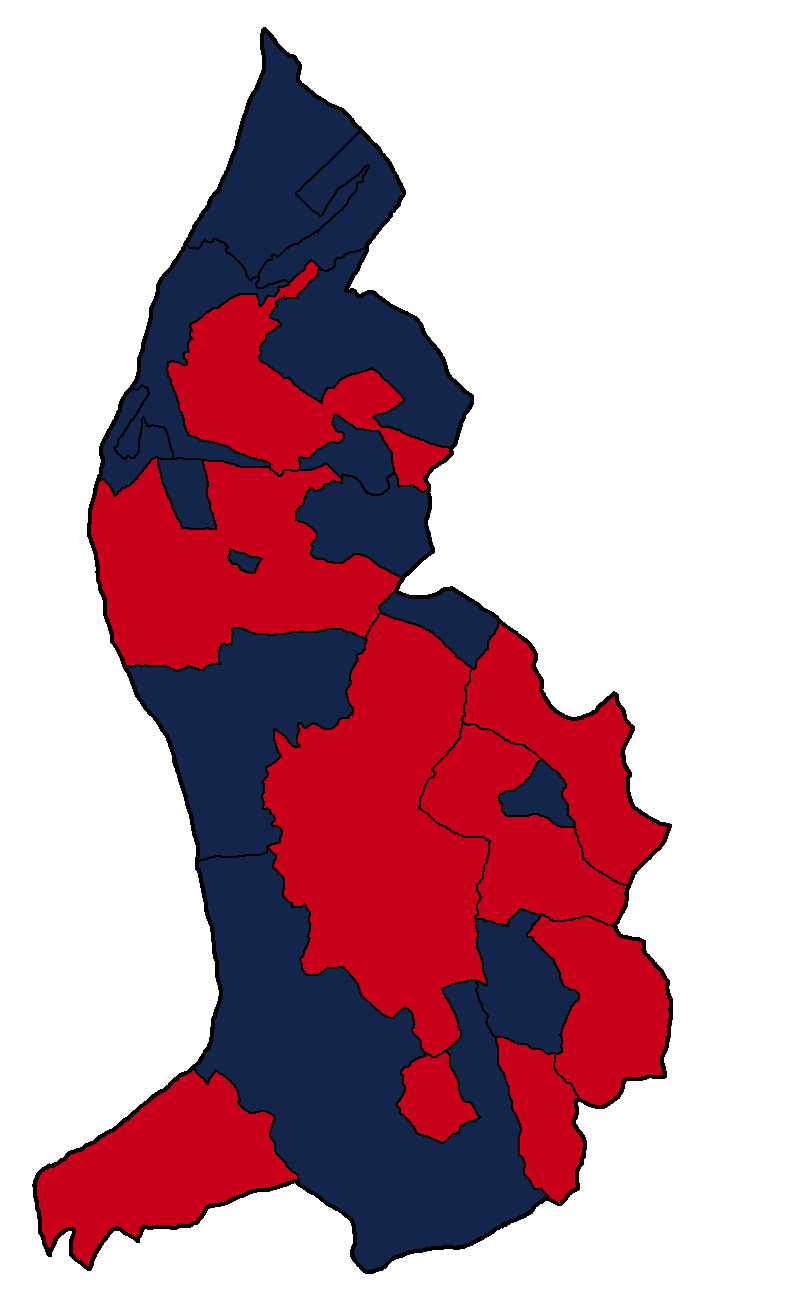
Parti arrivé en tête par municipalités

### Résultats nationaux
| Parti                     | Parti                           | Voix    | %    | +/-  | Sièges | +/- | Maires | +/-           |
| ------------------------- | ------------------------------- | ------- | ---- | ---- | ------ | --- | ------ | ------------- |
|                           | Parti progressiste des citoyens | 64 007  | 42,0 | 4,1  | 58     | 1   | 6      | 1             |
|                           | Union patriotique               | 59 398  | 39,0 | 7,2  | 51     | 1   | 5      | 1             |
|                           | Les Indépendants                | 18 194  | 12,0 | 11,4 | 3      | 3   | 0      | en stagnation |
|                           | Liste libre                     | 10 647  | 7,0  | 0,7  | 3      | 3   | 0      | en stagnation |
| Total des voix            | Total des voix                  | 152 246 | 100  | -    | 115    | 2   | 11     | en stagnation |
|                           |                                 |         |      |      |        |     |        |               |
| Votes valides             | Votes valides                   | 14 525  | 95,3 |      |        |     |        |               |
| Votes blancs et invalides | Votes blancs et invalides       | 717     | 4,7  |      |        |     |        |               |
| Total des votes           | Total des votes                 | 15 242  | 100  |      |        |     |        |               |
| Abstentions               | Abstentions                     | 4 316   | 22,1 |      |        |     |        |               |
| Inscrits / participation  | Inscrits / participation        | 19 558  | 77,9 |      |        |     |        |               |

### Maires

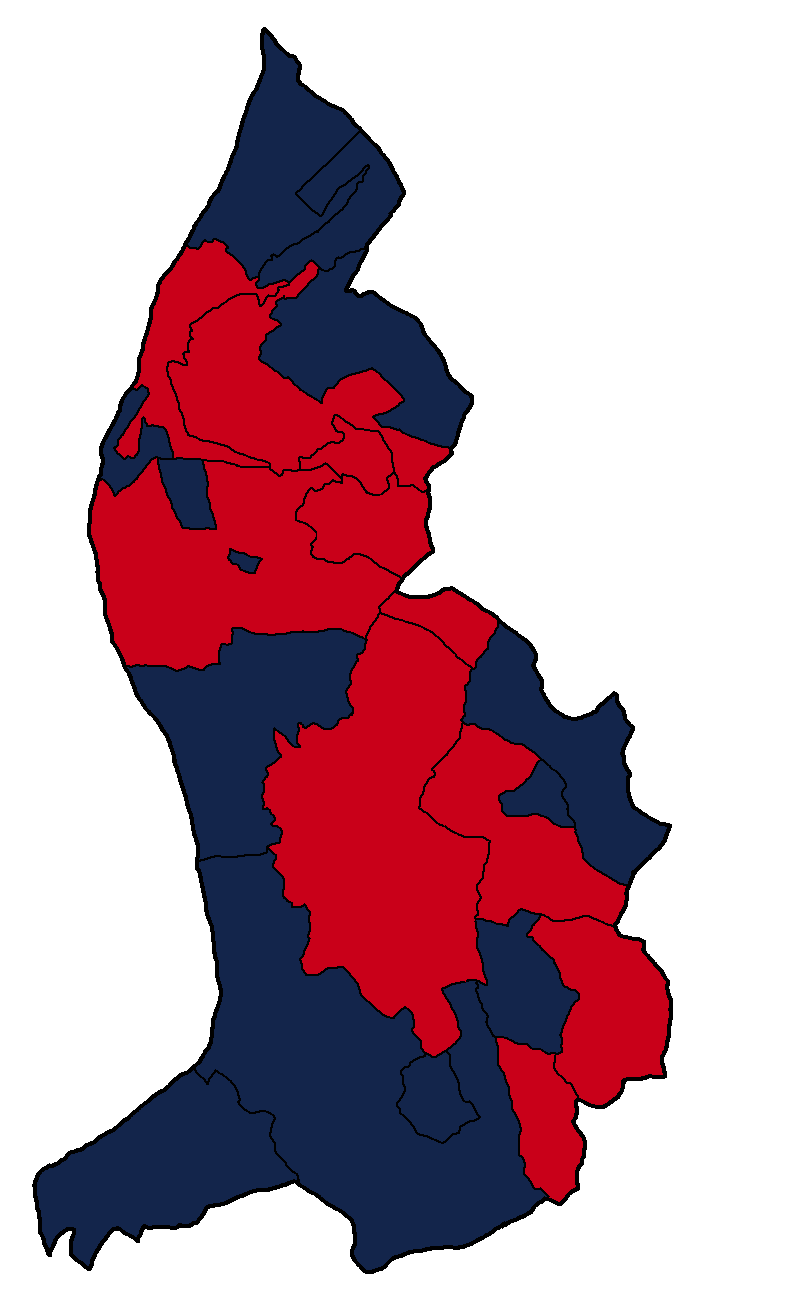
Maires élus par municipalités

L'ensemble des maires sont élus ou réélus dès le premier tour.
| Commune      | Maire sortant   | Parti    | Parti    | Maire élu           | Parti    | Parti    |
| Oberland     | Oberland        | Oberland | Oberland | Oberland            | Oberland | Oberland |
| ------------ | --------------- | -------- | -------- | ------------------- | -------- | -------- |
| Vaduz        | Ewald Ospelt    |          | FBP      | Ewald Ospelt        |          | FBP      |
| Balzers      | Arthur Brunhart |          | VU       | Hansjörg Büchel     |          | FBP      |
| Planken      | Rainer Beck     |          | VU       | Rainer Beck         |          | VU       |
| Schaan       | Daniel Hilti    |          | VU       | Daniel Hilti        |          | VU       |
| Triesen      | Günter Mahl     |          | FBP      | Günter Mahl         |          | FBP      |
| Triesenberg  | Hubert Sele     |          | VU       | Christoph Beck      |          | VU       |
| Unterland    |                 |          |          |                     |          |          |
| Eschen       | Günther Kranz   |          | VU       | Günther Kranz       |          | VU       |
| Gamprin      | Donath Oehri    |          | VU       | Donath Oehri        |          | VU       |
| Mauren       | Freddy Kaiser   |          | FBP      | Freddy Kaiser       |          | FBP      |
| Ruggell      | Ernst Büchel    |          | FBP      | Maria Kaiser-Eberle |          | FBP      |
| Schellenberg | Norman Wohlwend |          | FBP      | Norman Wohlwend     |          | FBP      |

### Conseils Communaux
|              |    |    |   |   |     |  |  |  |  |
| Oberland     |    |    |   |   |     |  |  |  |  |
| Vaduz        | 8  | 5  | 0 | 0 | 13  |  |  |  |  |
| Balzers      | 5  | 6  | 0 | 0 | 11  |  |  |  |  |
| Planken      | 4  | 3  | - | - | 7   |  |  |  |  |
| Schaan       | 5  | 6  | 1 | 1 | 13  |  |  |  |  |
| Triesen      | 5  | 5  | 1 | 0 | 11  |  |  |  |  |
| Triesenberg  | 5  | 6  | 0 | 0 | 11  |  |  |  |  |
| Unterland    |    |    |   |   |     |  |  |  |  |
| Eschen       | 5  | 5  | 1 | 0 | 11  |  |  |  |  |
| Gamprin      | 5  | 4  | - | - | 9   |  |  |  |  |
| Mauren       | 6  | 4  | - | 1 | 11  |  |  |  |  |
| Ruggell      | 5  | 4  | - | - | 9   |  |  |  |  |
| Schellenberg | 5  | 3  | - | 1 | 9   |  |  |  |  |
|              |    |    |   |   |     |  |  |  |  |
| Total        | 58 | 51 | 3 | 3 | 115 |  |  |  |  |

## Résultats détaillés

### Oberland

#### Vaduz
Ewald Ospelt (Parti progressiste des citoyens) est réélu maire 
Participation : 76,9 %
| Parti                             | Parti                           | Voix   | %      | +/- | Sièges | +/- |
| --------------------------------- | ------------------------------- | ------ | ------ | --- | ------ | --- |
|                                   | Parti progressiste des citoyens | 11 045 | 49,7 % | 0,8 | 8      | 1   |
|                                   | Union patriotique               | 8 199  | 36,9 % | 4,8 | 5      | 0   |
|                                   | Les Indépendants                | 1 497  | 6,7 %  |     | 0      |     |
|                                   | Liste libre                     | 1 471  | 6,6 %  | 1,1 | 0      | 1   |
| Source : Ministère de l'Intérieur |                                 |        |        |     |        |     |

#### Balzers
Hansjörg Büchel (Parti progressiste des citoyens) est élu maire 
Participation : 82,2 %
| Parti                             | Parti                           | Voix  | %      | +/- | Sièges | +/- |
| --------------------------------- | ------------------------------- | ----- | ------ | --- | ------ | --- |
|                                   | Parti progressiste des citoyens | 8 565 | 42,7 % | 1,2 | 5      | 1   |
|                                   | Union patriotique               | 8 302 | 41,4 % | 7,1 | 6      | 0   |
|                                   | Les Indépendants                | 1 619 | 8,1 %  |     | 0      |     |
|                                   | Liste libre                     | 1 564 | 7,8 %  | 2,3 | 0      | 1   |
| Source : Ministère de l'Intérieur |                                 |       |        |     |        |     |

#### Planken
Rainer Beck (Union patriotique) est réélu maire 
Participation : 88,6 %
| Parti                             | Parti                           | Voix | %      | +/- | Sièges | +/- |
| --------------------------------- | ------------------------------- | ---- | ------ | --- | ------ | --- |
|                                   | Parti progressiste des citoyens | 746  | 60,7 % | 1,3 | 4      | 0   |
|                                   | Union patriotique               | 484  | 39,4 % | 1,3 | 3      | 0   |
| Source : Ministère de l'Intérieur |                                 |      |        |     |        |     |

#### Schaan
Daniel Hilti (Union patriotique) est réélu maire 
Participation : 74,4 %
| Parti                             | Parti                           | Voix   | %      | +/- | Sièges | +/- |
| --------------------------------- | ------------------------------- | ------ | ------ | --- | ------ | --- |
|                                   | Union patriotique               | 10 134 | 40,6 % | 6,3 | 6      | 0   |
|                                   | Parti progressiste des citoyens | 8 693  | 34,8 % | 6,2 | 5      | 1   |
|                                   | Les Indépendants                | 3 569  | 14,3 % |     | 1      |     |
|                                   | Liste libre                     | 2 576  | 10,3 % | 1,8 | 1      | 0   |
| Source : Ministère de l'Intérieur |                                 |        |        |     |        |     |

#### Triesen
Günter Mahl (Parti progressiste des citoyens) est réélu maire 
Participation : 74,2 %
| Parti                             | Parti                           | Voix  | %      | +/- | Sièges | +/- |
| --------------------------------- | ------------------------------- | ----- | ------ | --- | ------ | --- |
|                                   | Parti progressiste des citoyens | 7 388 | 42,0 % | 6,9 | 5      | 0   |
|                                   | Union patriotique               | 6 992 | 39,8 % | 2,9 | 5      | 0   |
|                                   | Les Indépendants                | 1 913 | 10,9 % |     | 1      |     |
|                                   | Liste libre                     | 1 297 | 7,4 %  | 1,1 | 0      | 1   |
| Source : Ministère de l'Intérieur |                                 |       |        |     |        |     |

#### Triesenberg
Christoph Beck (Union patriotique) est élu maire 
Participation : 84,4 %
| Parti                             | Parti                           | Voix  | %      | +/- | Sièges | +/- |
| --------------------------------- | ------------------------------- | ----- | ------ | --- | ------ | --- |
|                                   | Union patriotique               | 6 695 | 49,0 % | 5,0 | 6      | 0   |
|                                   | Parti progressiste des citoyens | 5 464 | 40,0 % | 0,4 | 5      | 0   |
|                                   | Liste libre                     | 872   | 6,4 %  | 0   | 0      | 0   |
|                                   | Les Indépendants                | 619   | 4,5 %  |     | 0      |     |
| Source : Ministère de l'Intérieur |                                 |       |        |     |        |     |

### Unterland

#### Eschen
Günther Kranz (Union patriotique) est réélu maire 
Participation : 74,7 %
| Parti                             | Parti                           | Voix  | %      | +/-  | Sièges | +/- |
| --------------------------------- | ------------------------------- | ----- | ------ | ---- | ------ | --- |
|                                   | Union patriotique               | 6 494 | 42,1 % | 13,4 | 5      | 1   |
|                                   | Parti progressiste des citoyens | 5 936 | 38,5 % | 0,7  | 5      | 0   |
|                                   | Les Indépendants                | 2 031 | 13,2 % |      | 1      |     |
|                                   | Liste libre                     | 949   | 6,2 %  |      | 0      |     |
| Source : Ministère de l'Intérieur |                                 |       |        |      |        |     |

#### Gamprin
Donath Oehri (Union patriotique) est réélu maire 
Participation : 76,5 %
| Parti                             | Parti                           | Voix  | %      | +/- | Sièges | +/- |
| --------------------------------- | ------------------------------- | ----- | ------ | --- | ------ | --- |
|                                   | Parti progressiste des citoyens | 2 671 | 53,1 % | 4,4 | 5      | 1   |
|                                   | Union patriotique               | 2 361 | 46,9 % | 4,4 | 4      | 1   |
| Source : Ministère de l'Intérieur |                                 |       |        |     |        |     |

#### Mauren
Freddy Kaiser (Parti progressiste des citoyens) est réélu maire 
Participation : 74,6 %
| Parti                             | Parti                           | Voix  | %      | +/- | Sièges | +/- |
| --------------------------------- | ------------------------------- | ----- | ------ | --- | ------ | --- |
|                                   | Parti progressiste des citoyens | 7 480 | 54,1 % | 3,3 | 6      | 1   |
|                                   | Union patriotique               | 4 832 | 35,0 % | 3,6 | 4      | 1   |
|                                   | Liste libre                     | 1 508 | 10,9 % | 0,3 | 1      | 0   |
| Source : Ministère de l'Intérieur |                                 |       |        |     |        |     |

#### Ruggell
Maria Kaiser-Eberle (Parti progressiste des citoyens) est élue maire 
Participation : 85,7 %
| Parti                             | Parti                           | Voix  | %      | +/- | Sièges | +/- |
| --------------------------------- | ------------------------------- | ----- | ------ | --- | ------ | --- |
|                                   | Parti progressiste des citoyens | 4 093 | 53,2 % | 2,5 | 5      | 0   |
|                                   | Union patriotique               | 3 595 | 46,8 % | 2,5 | 4      | 0   |
| Source : Ministère de l'Intérieur |                                 |       |        |     |        |     |

#### Schellenberg
Norman Wohlwend (Parti progressiste des citoyens) est réélu maire 
Participation : 84,1 %
| Parti                             | Parti                           | Voix  | %      | +/- | Sièges | +/- |
| --------------------------------- | ------------------------------- | ----- | ------ | --- | ------ | --- |
|                                   | Parti progressiste des citoyens | 1 962 | 53,3 % | 1,5 | 5      | 0   |
|                                   | Union patriotique               | 1 308 | 35,5 % | 1,9 | 3      | 0   |
|                                   | Liste libre                     | 410   | 11,1 % | 0,3 | 1      | 0   |
| Source : Ministère de l'Intérieur |                                 |       |        |     |        |     |